# Galič (Ukrajina)
Galič ili Halič (čita se [Halič]; ukr. Галич, njem. Halytsch, polj. Halicz, lit. Halyčas) je jedan od najstarijih srednjovjekovnih gradova u zapadnoj Ukrajini. Prema njemu je imenovana i pokrajina Galicija (Galičina) u Srednjoj Europi. Istoimeni ruski grad također je nazvan prema njemu.

## Vanjske poveznice
- Osnovne informacije o gradu Galiču/Haliču (eng.)[neaktivna poveznica]